# Szwadron

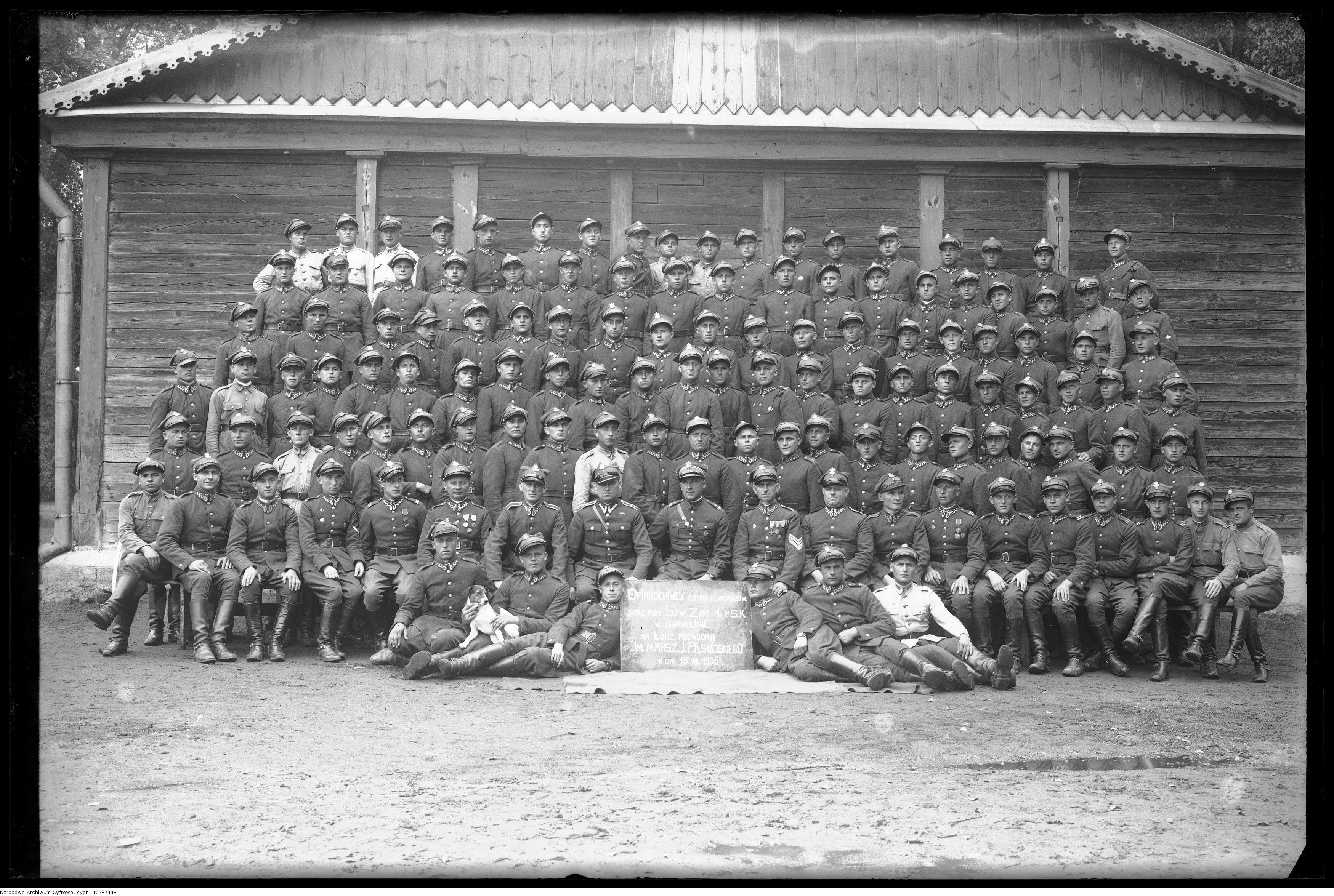
Szwadron 1 Pułku Strzelców Konnych (1935 r.)

Szwadron – pododdział kawalerii będący odpowiednikiem kompanii w piechocie, baterii w artylerii. Dzielił się na plutony, a one z kolei na sekcje. Dowódcą szwadronu był zazwyczaj rotmistrz odpowiednik kapitana w innych rodzajach broni.
Podczas kampanii wrześniowej szwadron polskiej kawalerii liczył 111 żołnierzy (4 oficerów, 24 podoficerów i 83 szeregowych).
Nazwy tej używano również w odniesieniu do formacji wywodzących się z tradycji kawaleryjskich (np. wojsk pancernych), m.in. w Wojsku Polskim do końca II wojny światowej. Ostatni szwadron kawalerii został rozwiązany w latach 1947/1948.
Powstałe w 1996 Stowarzyszenie Szwadron Jazdy RP doprowadziło do powołania 1 czerwca 2000 Reprezentacyjnego Szwadronu Kawalerii Wojska Polskiego. 10 listopada 2000 szwadron został uroczyście włączony w poczet pododdziałów reprezentacyjnych Wojska Polskiego. 
Organizacje kultywujące tradycje jazdy używają tego określenia dla swych jednostek organizacyjnych; niektóre zawierają go w nazwie własnej, np. „Ochotniczy Szwadron Kawalerii Stowarzyszenia „Szwadron Jazdy RP” im. 1 Pułku Szwoleżerów Józefa Piłsudskiego”, który szkoli się w ośrodku w Starej Miłosnej.
Angielskie słowo squadron ma odmienne znaczenie w wojskowej terminologii brytyjskiej - szwadron i amerykańskiej - dywizjonu. W tym przypadku szwadron to troop.